# Euroscience
Euroscience (ESOF, EuroScience Open Forum) ist eine 1997 gegründete europäische Vereinigung von Wissenschaftlern und wissenschaftlich Interessierten sowie wissenschaftlichen Institutionen. Der Sitz des Sekretariats befindet sich in Straßburg, Frankreich. Die Organisation versteht sich als europäisches Pendant der American Association for the Advancement of Science (AAAS), wobei Euroscience stärker wissenschaftspolitisch orientiert ist. Eines der Ziele von Euroscience ist der Aufbau des Europäischen Forschungsraums (EFR) (engl. European Research Area, ERA).
Euroscience arbeitet in mehreren Arbeitsgremien (Working Groups):
- Bildungspolitik (Higher Education)
- Wissenschaftsethik (Ethics in Science)
- Gesellschaft in der Wissenschaft (Society in Science)
- Wissenschaft und drängende gesellschaftliche Probleme (Science and Urgent Problems of Society)
- Wissenschaftskommunikation (Science Communication)
- Wissenschaftspolitik (Science Policy)
- Wissenschaftliches Publizieren/Open Access (Scientific Publishing/Open Access)
- Junge Forscher (Young Researchers)

Die Organisation leistet ehrenamtliche Beratung für Wissenschaftler und betreibt Lobby-Arbeit bei der Kommission der Europäischen Union in Fragen, die die Wissenschaft und Wissenschaftler betreffen. So werden Herausforderungen wie z. B. die Mobilität von Forschern, Anerkennung von Universitätsabschlüssen, Pensionsansprüchen etc. insbesondere auch die Schaffung eines europäischen Wissenschaftsrats (European Research Council (ERC)) thematisiert.
Die Organisation ist die Trägerin des Euroscience Open Forum (ESOF), der größten gesamteuropäischen interdisziplinären Wissenschaftskonferenz. Die zweijährlichen Wissenschaftsforen fanden bislang statt in:
- 2004:  Stockholm
- 2006:  München
- 2008:  Barcelona
- 2010:  Turin
- 2012:  Dublin
- 2014:  Kopenhagen
- 2016:  Manchester
- 2018:  Toulouse
- 2020:  Triest
- 2022:  Leiden & Den Haag
- 2024:  Katovice